# Platyprosopa nigrostrigata
Platyprosopa nigrostrigata är en fjärilsart som beskrevs av George Thomas Bethune-Baker 1906. Platyprosopa nigrostrigata ingår i släktet Platyprosopa och familjen nattflyn. Inga underarter finns listade i Catalogue of Life.